# 4529 Веберн
4529 Веберн (4529 Webern) — астероїд головного поясу, відкритий 1 березня 1984 року.
Тіссеранів параметр щодо Юпітера — 3,218.
Названо на честь Антона Веберна (нім. Anton Webern, 1883 — 1945) — австрійського композитора, диригента, представника «Нової віденської школи».